# موزه هنر اسلامی، قاهره
موزه هنر اسلامی در قاهره مصر محل نگه‌داری بزرگ‌ترین مجموعه از هنرهای اسلامی در جهان است که مجموعه‌ای استثنایی و نادر از آثار باستانی چوبی و گچی و همچنین اشیاء ساخته شده از فلز، سرامیک، شیشه، کریستال و منسوجات از همه دوره‌های تاریخی در سراسر جهان اسلام را داراست.
در سال‌های اخیر در این موزه حدود ۲۵۰۰ آثار باستانی، در ۲۵ گالری نمایش داده می‌شود اما این موزه بیش از ۱۰۲٬۰۰۰ شیء را در انبار دارد. این مجموعه شامل نسخه‌های خطی نادری از قرآن است که با مرکب نقره‌ای خوشنویسی شده و حاشیه‌هایی استادانه دارد.
این موزه کاوشهای باستان‌شناسی منطقه فسطاط و تعدادی از نمایشگاه‌های ملی و بین‌المللی را نیز به نمایش می‌گذارد.
موزه هنرهای اسلامی قاهره که در سال ۱۹۰۳ تأسیس شد، بیشتر قرن بیست و یکم را پشت درهای بسته گذرانده است. این موزه در سال ۲۰۰۲ برای بازسازی بسته شد. پس از هشت سال، در اوت ۲۰۱۰ این موزه بازگشایی شد؛ هزینه این بازسازی نزدیک به ۱۰میلیون دلار بود. همچنین در پی انقلاب مصر در سال ۲۰۱۱ درهای موزه هنرهای اسلامی قاهره یک بار دیگر بسته شد.

## آسیب‌های ناشی از انفجار بمب در سال ۲۰۱۴
در ۲۴ ژانویه ۲۰۱۴ انفجار یک خودرو بمب‌گذاری شده که مقر پلیس قاهره در سمت دیگر خیابان را هدف قرار داده بود باعث شد خسارت قابل توجهی به موزه و تخریب بسیاری از آثار آن برسد. تخمین زده می‌شود که ۲۰ تا ۳۰ درصد از آثار نیاز به ترمیم پیدا کردند. این انفجار همچنین به شدت به نمای ساختمان آسیب رساند و طرح‌های پیچیده اسلامی آن را محو کرد. کتابخانه و اسناد ملی مصر نیز در همان ساختمان قرار دارد که آن نیز تحت تأثیر انفجار آسیب‌هایی دید.
انفجار بمب علاوه بر صدمه زدن به بخش‌هایی از بنای موزه، به ۱۷۹ اثر تاریخی هم آسیب رساند. مسئولان موزه اعلام کردند که موفق شده‌اند اکثر آن‌ها - به جز ۱۰ اثر- را ترمیم کنند. این اشیا با برچسب‌هایی که حاکی تخریب و ترمیم آن‌هاست به نمایش گذاشته خواهند شد. این بازسازی با کمک هشت میلیون دلاری دولت امارت متحده عربی، و کمک‌های مالی و فنی کشورهای ایتالیا، آمریکا، آلمان و سازمان یونسکو به پایان رسید.
پس از سه سال تعطیلی، موزه هنرهای اسلامی قاهره در روز جمعه ۲۰ ژانویه ۲۰۱۷ (اول بهمن ۱۳۹۵) با حضور عبدالفتاح سیسی، رئیس‌جمهور مصر، دوباره درهای خود را به روی عموم گشود. دولت مصر بازگشایی موزه را نشانه‌ای از برقراری مجدد امنیت در این کشور، غلبه مصر بر تروریسم، آمادگی و علاقه این کشور برای ترمیم آثار آسیب دیده، و مقابله با تروریست‌هایی خواند که می‌خواهند میراث فرهنگی را نابود کنند.

## نگارخانه

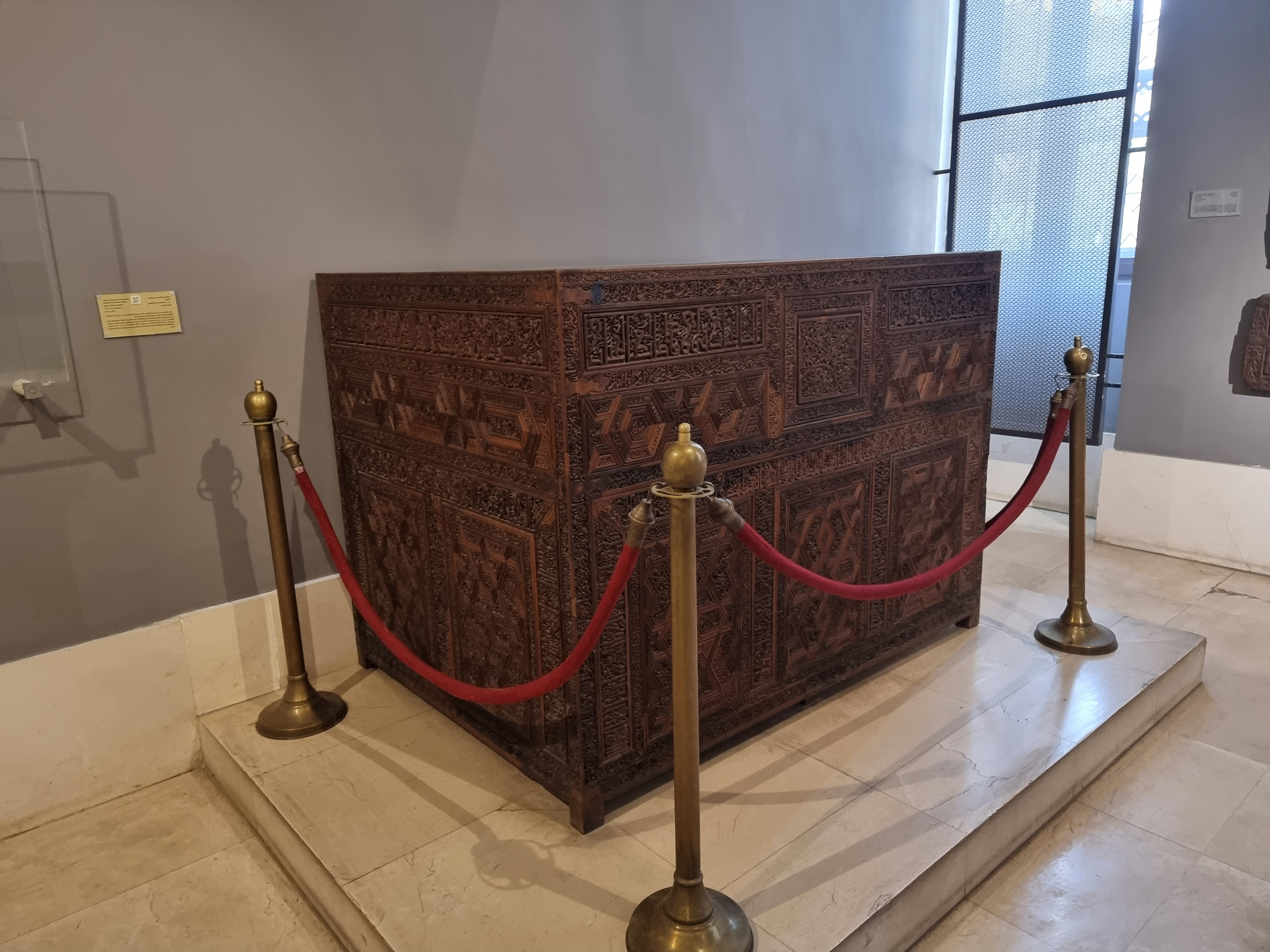
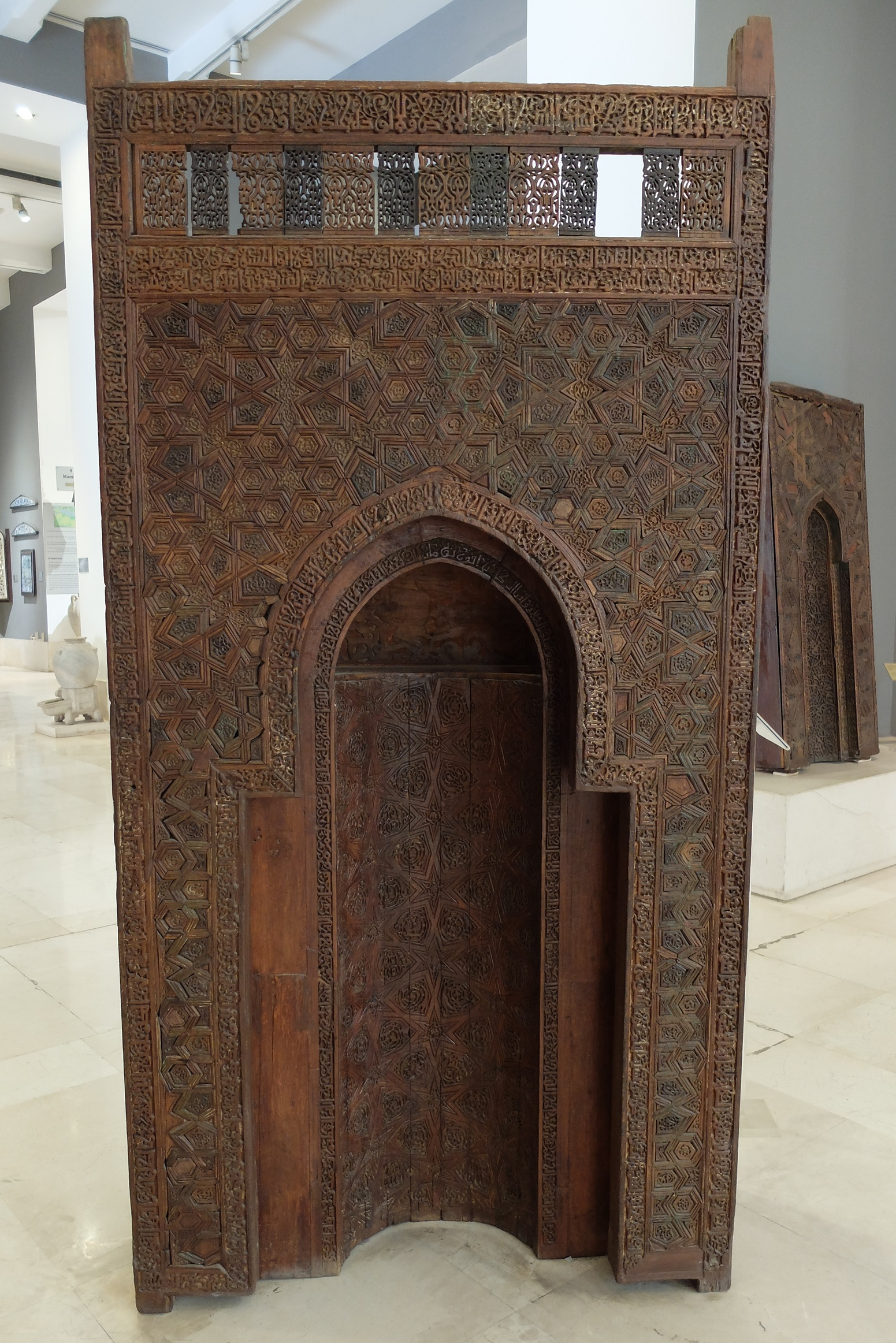
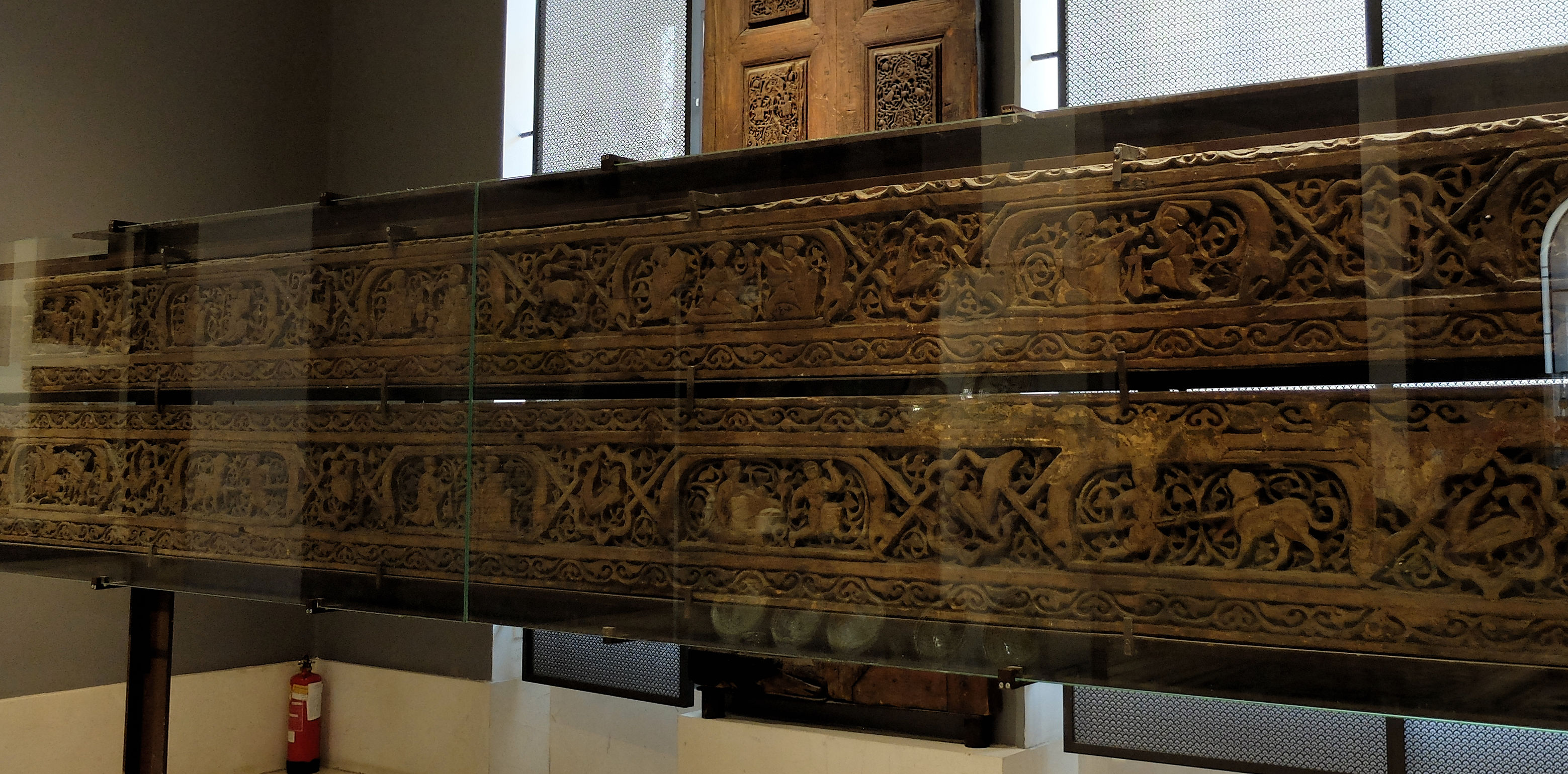
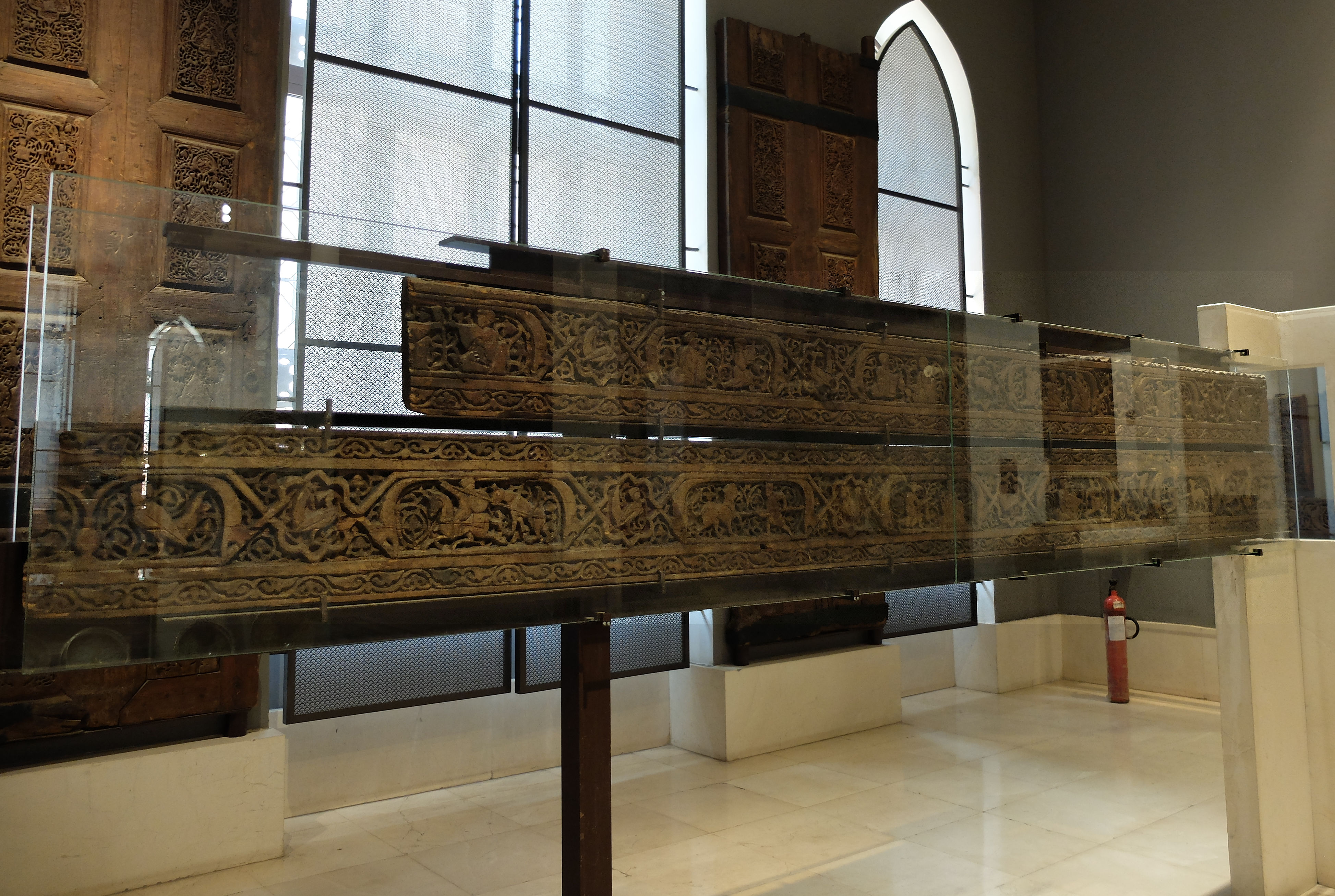
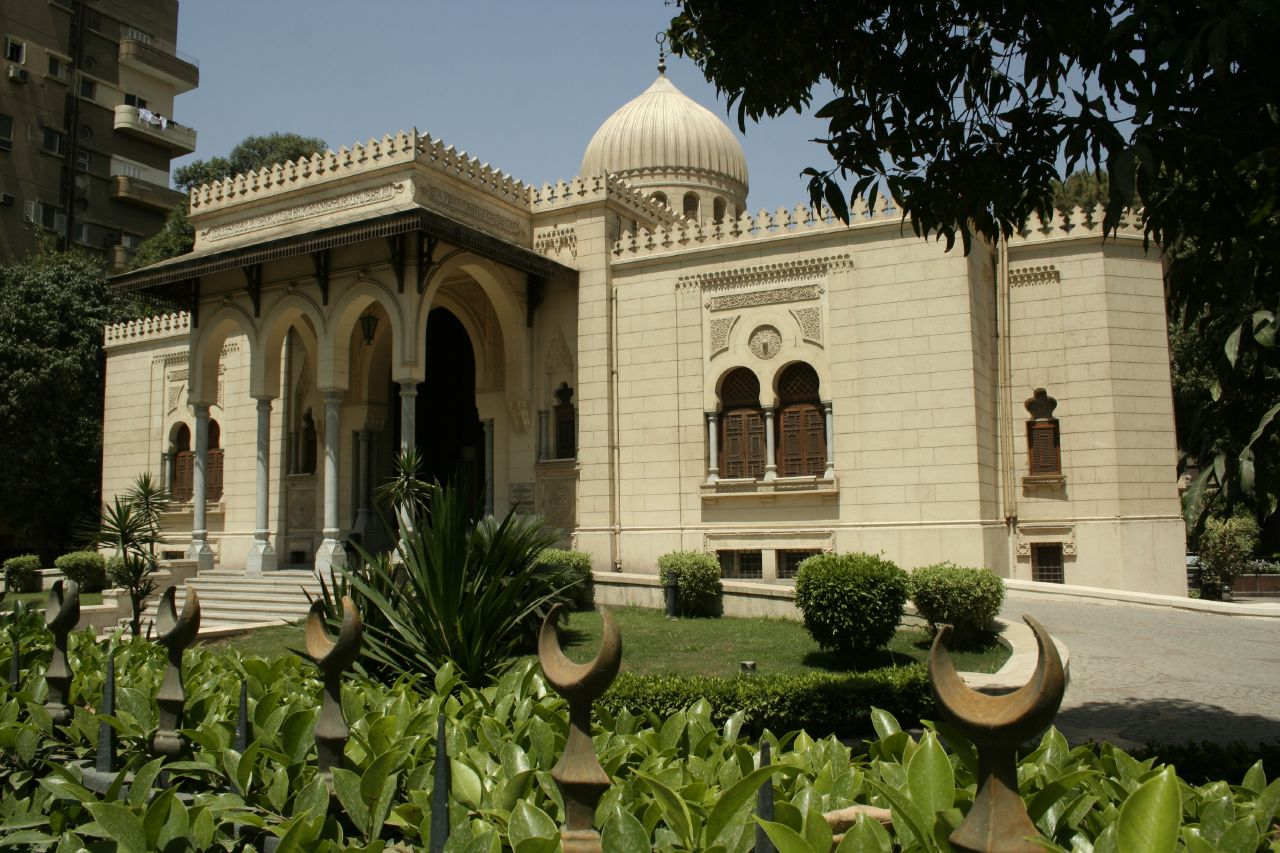
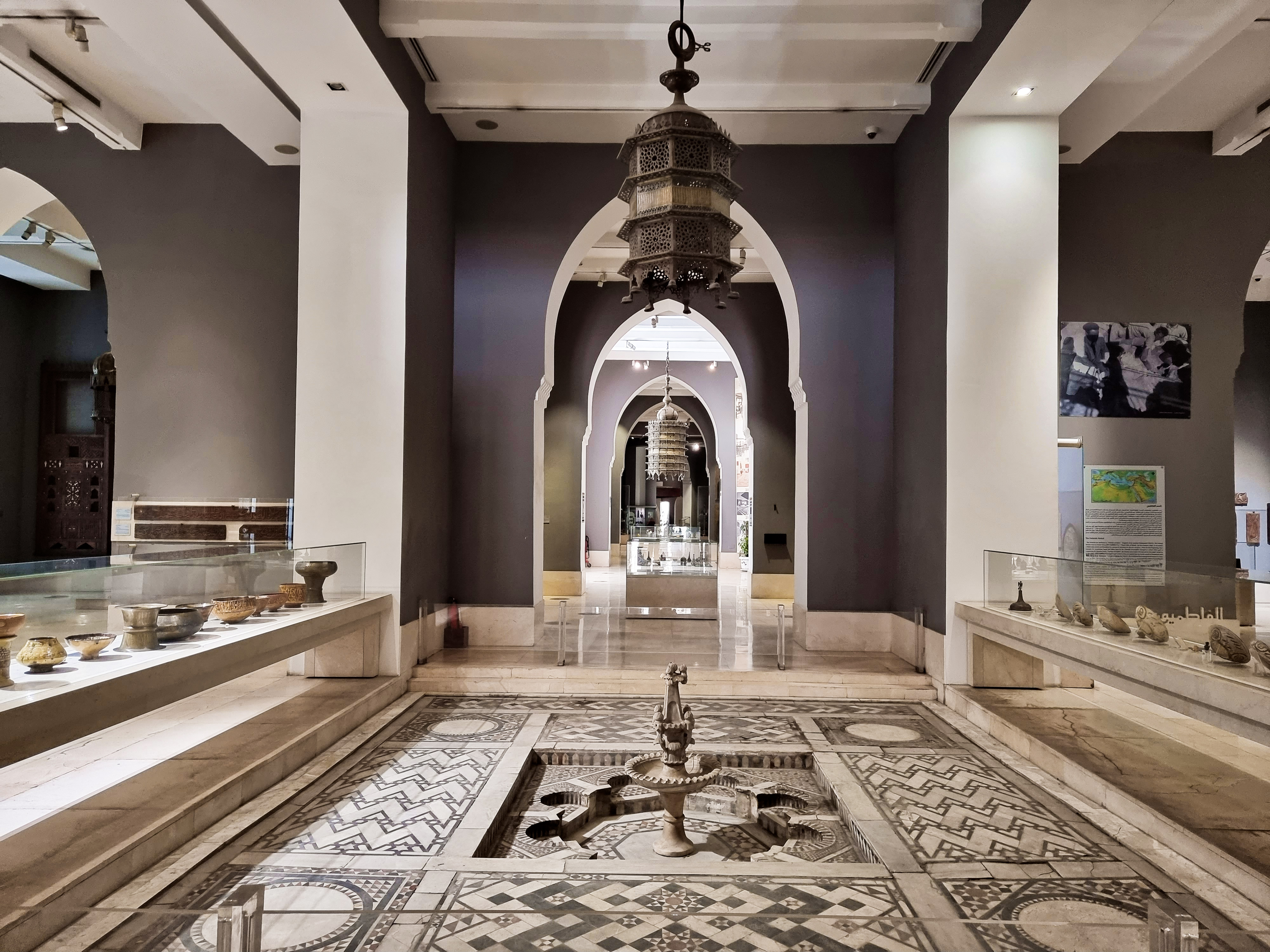
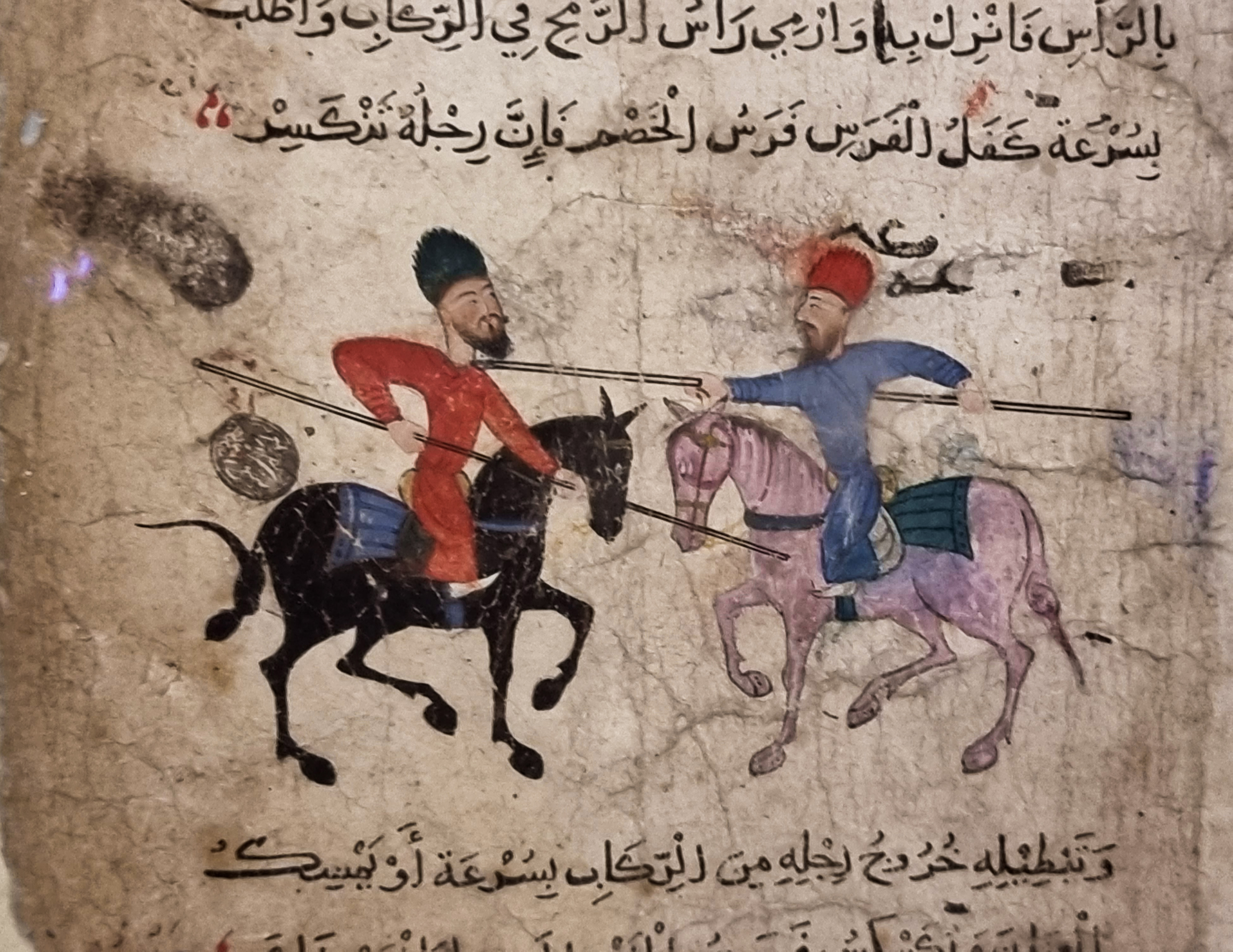
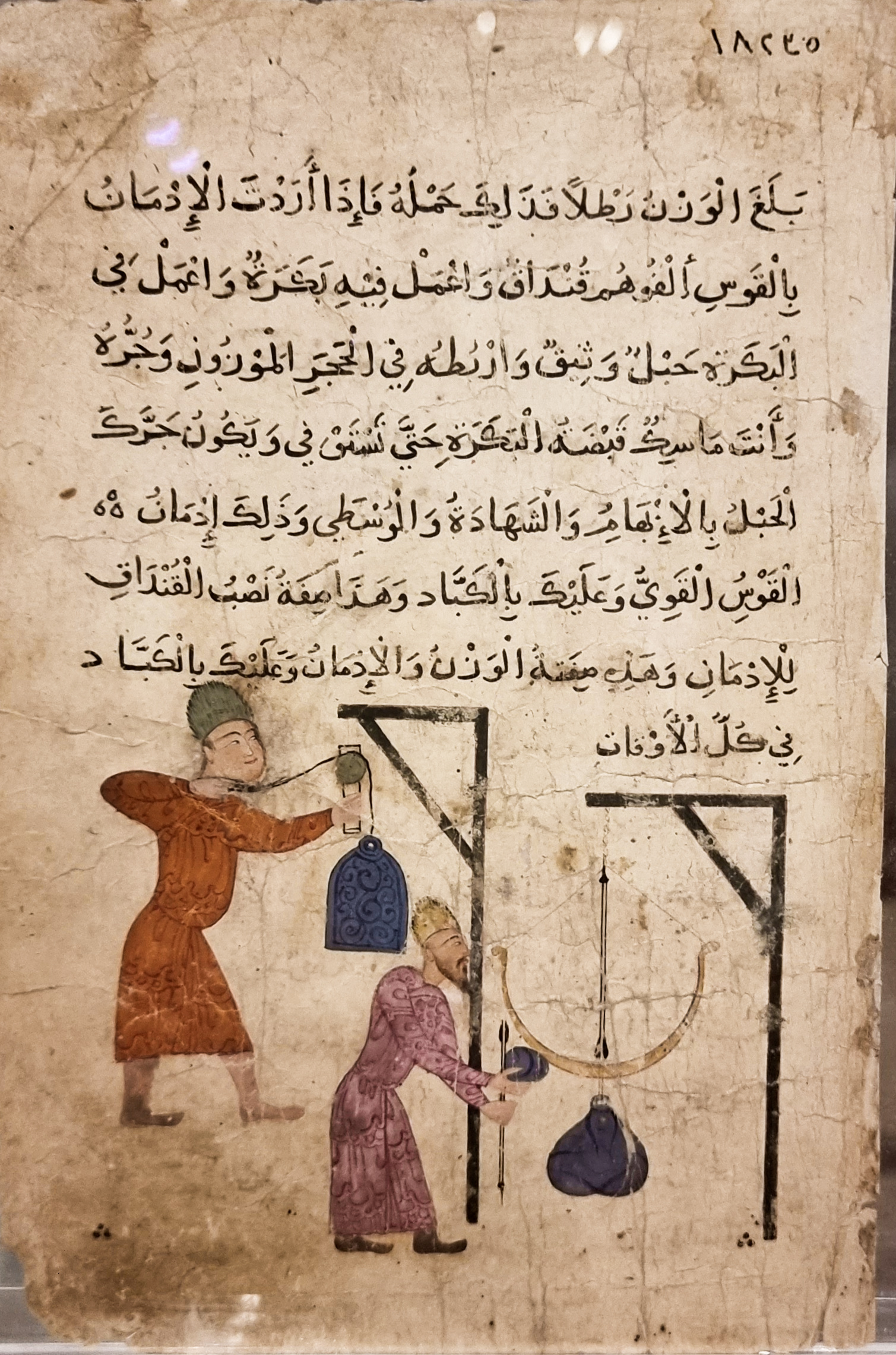
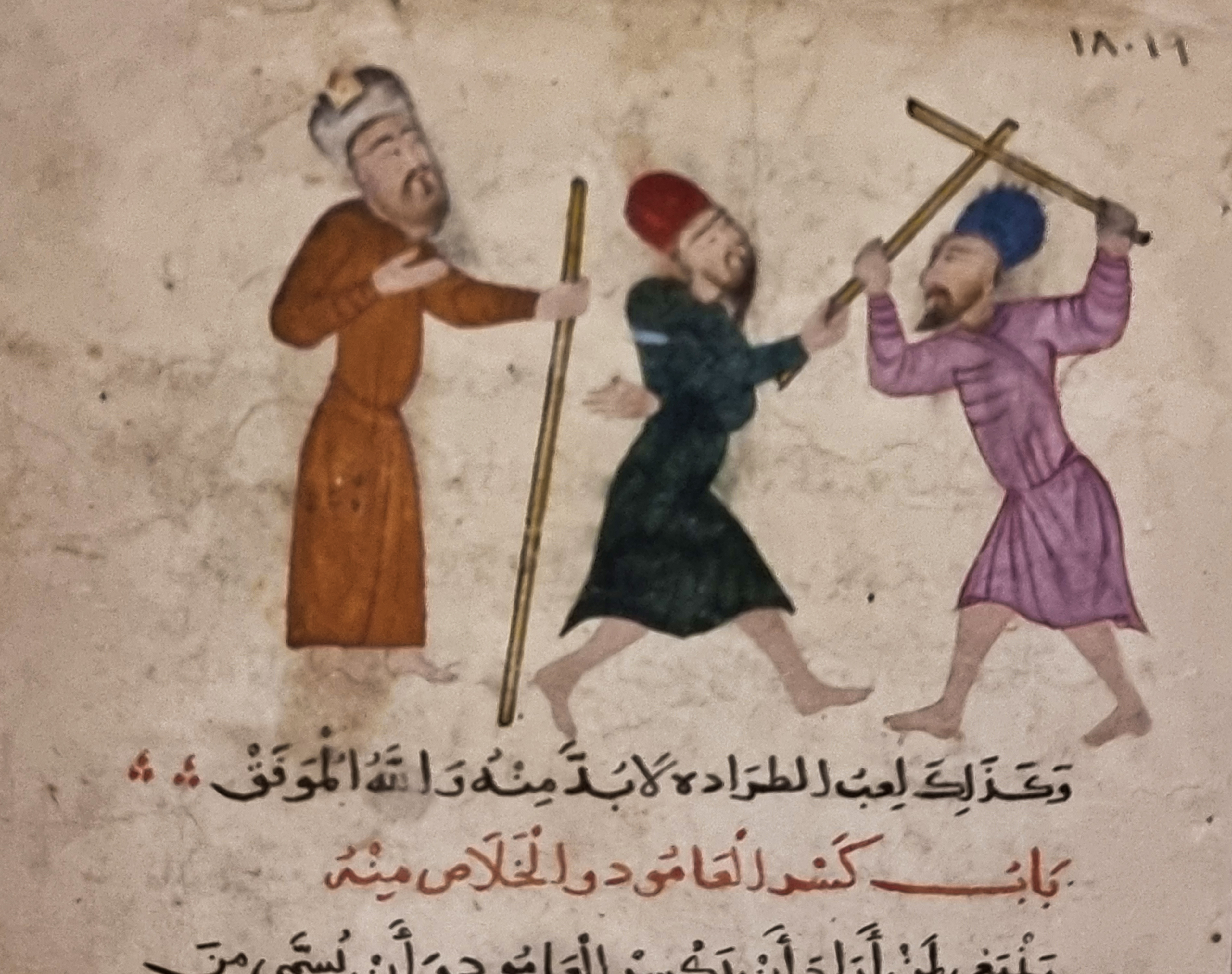
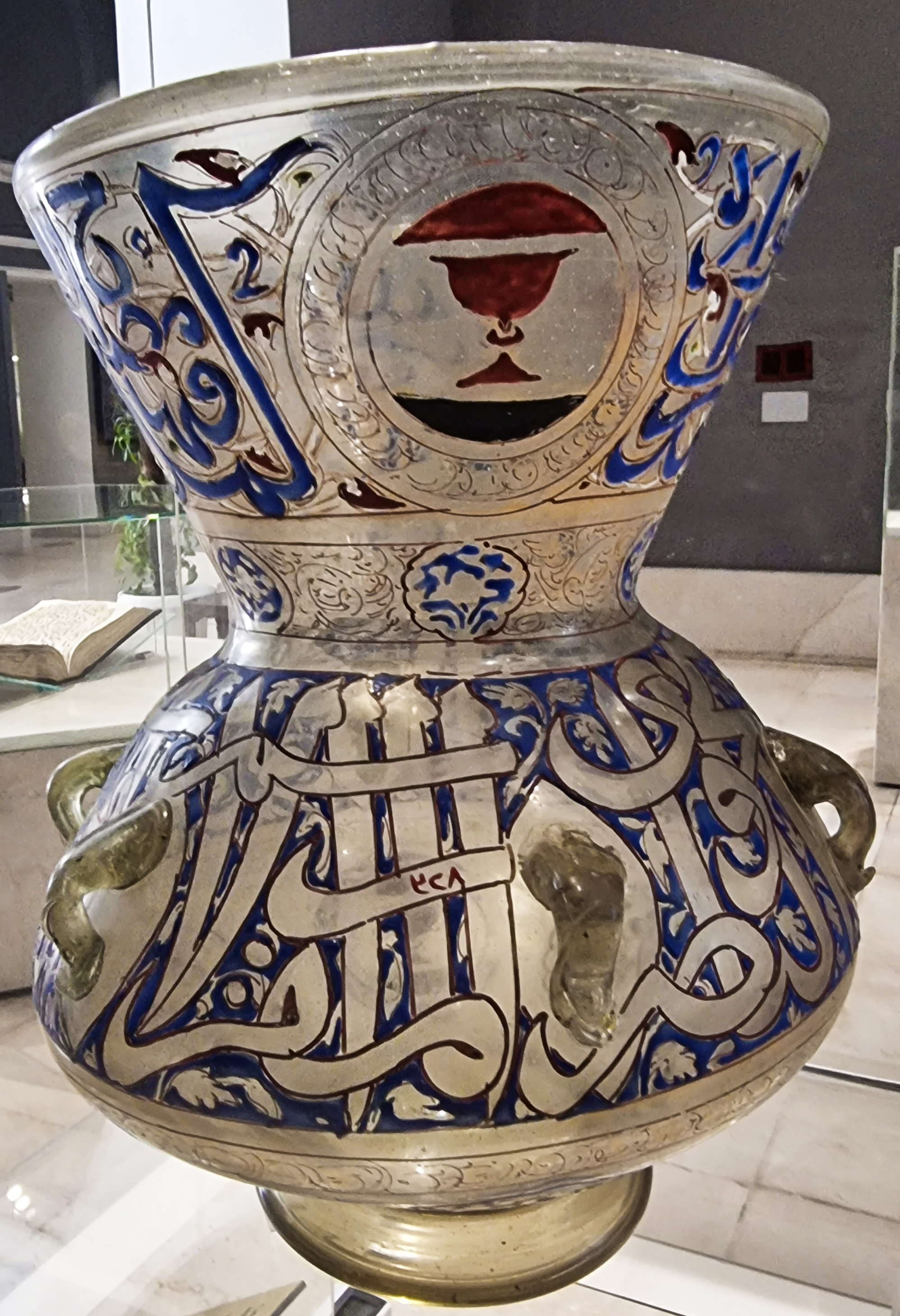
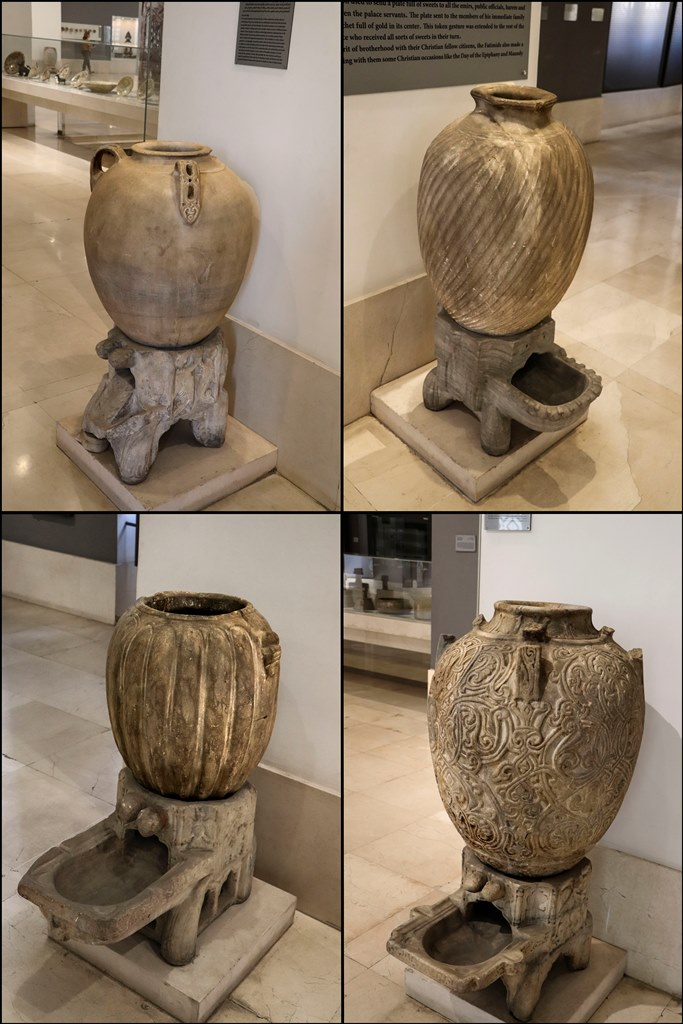
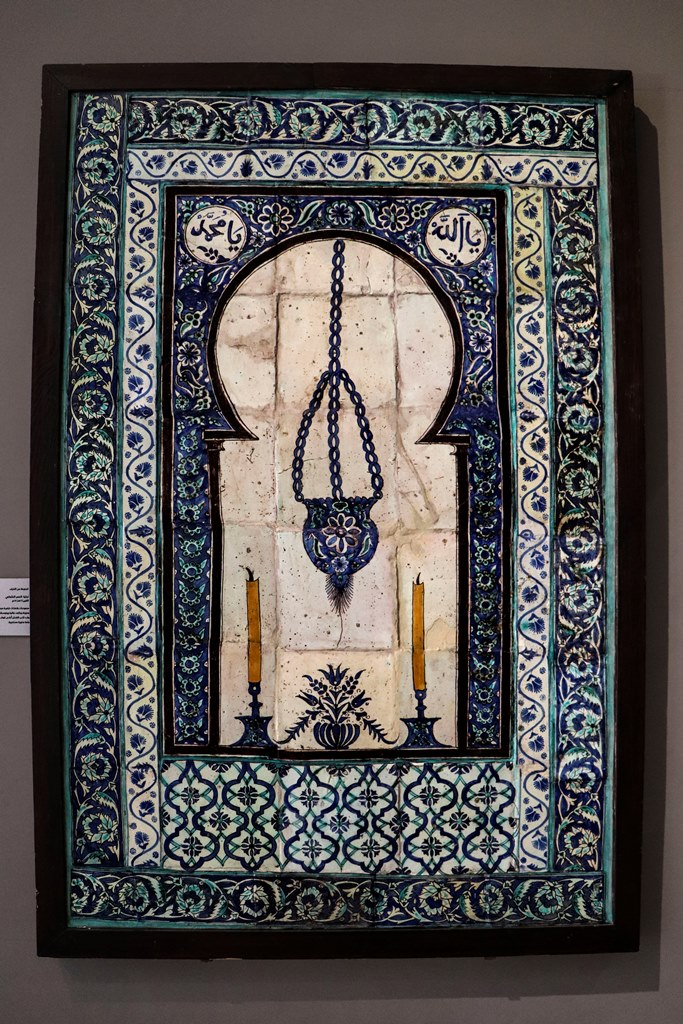
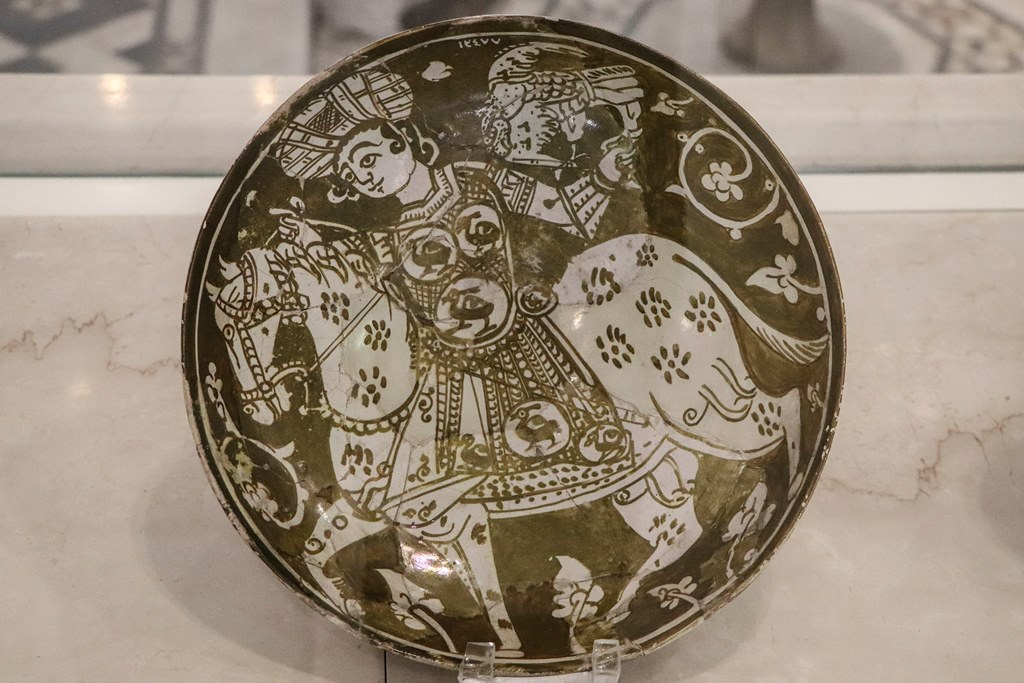
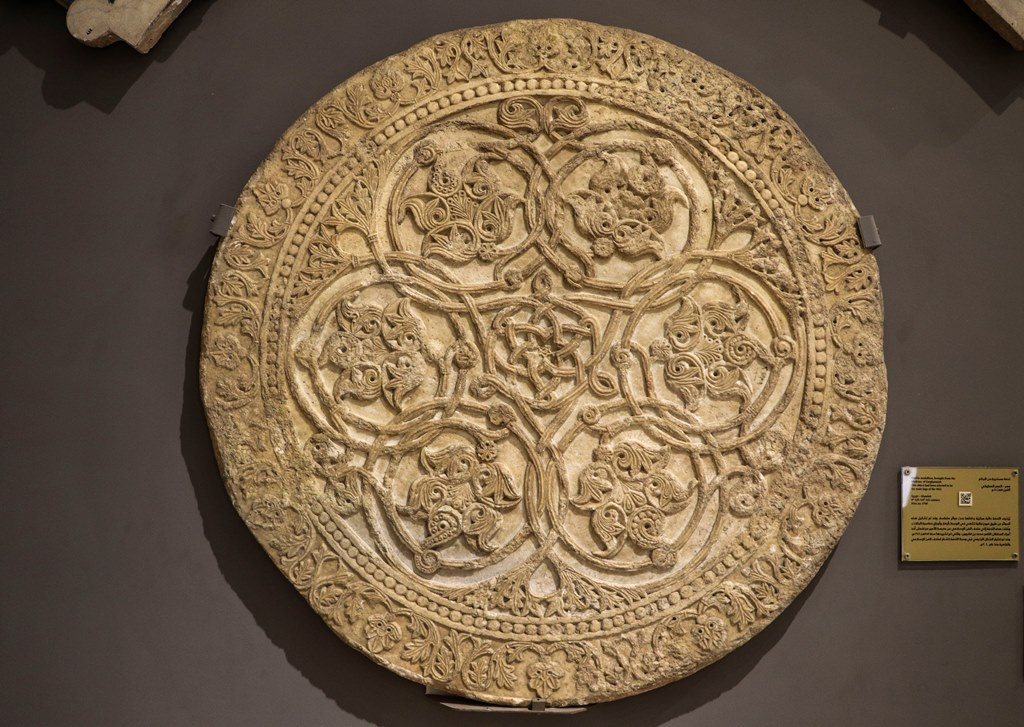
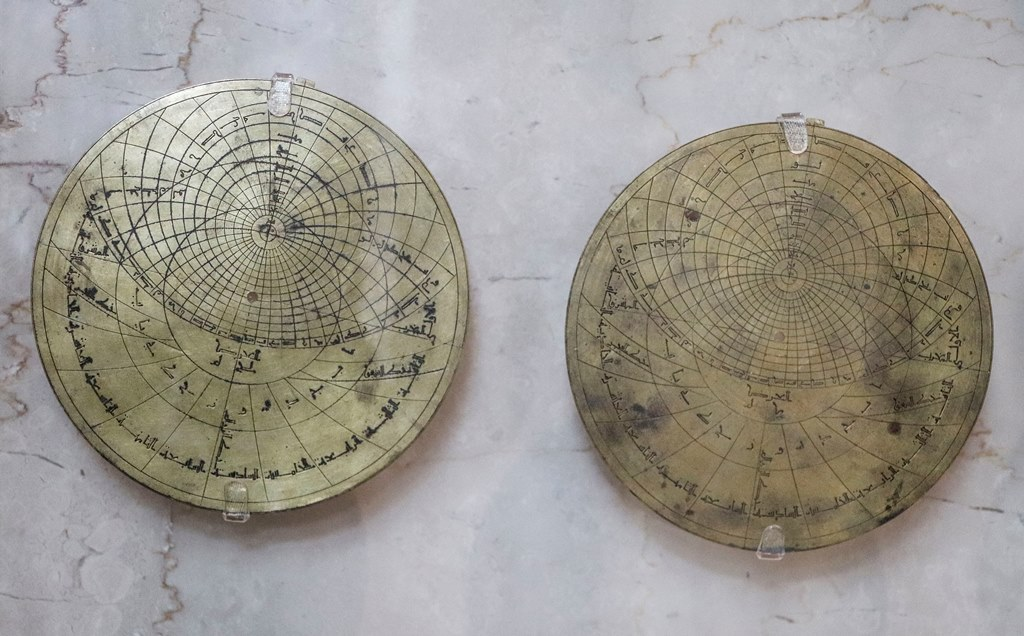
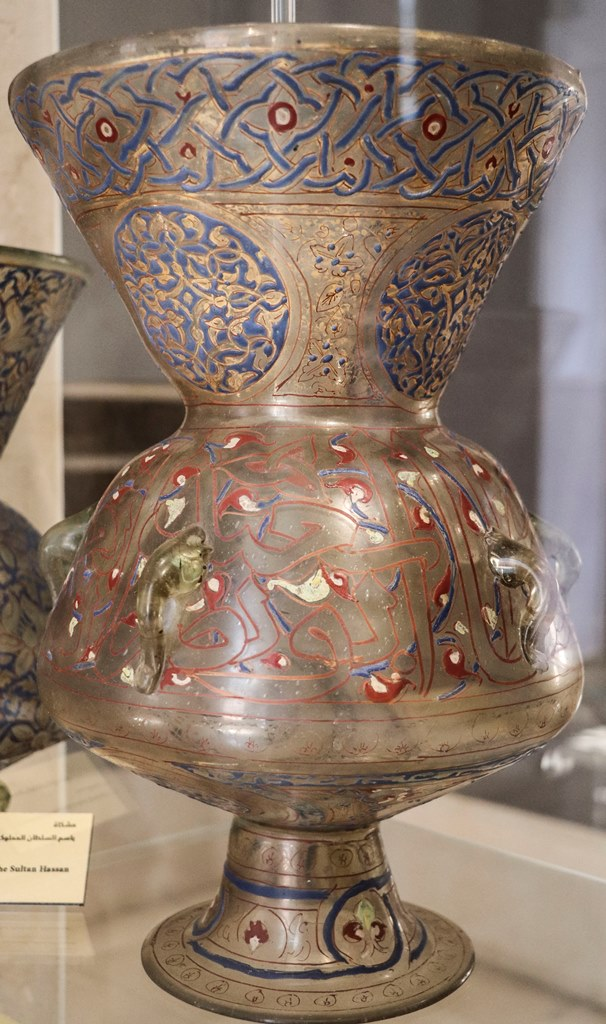